# روبرت كينغ (اقتصادي)
روبرت كينغ (بالإنجليزية: Robert King)‏ هو اقتصادي أمريكي، ولد في 24 مايو 1951.